# Saint-Jean-de-Niost
Pour les articles homonymes, voir Saint-Jean.
Saint-Jean-de-Niost [sɛ̃ ʒɑ̃ də njɔ] est une commune française située dans le département de l'Ain et la région Auvergne-Rhône-Alpes. La commune située en Côtière de l'Ain, se trouve en bordure de la plaine de l'Ain entre Meximieux et Saint-Maurice-de-Gourdans. Une part de 132 hectares du camp militaire de La Valbonne est située sur le territoire de la commune.
À la différence de villages comme Beynost, les lettres finales "st" se prononcent.[réf. nécessaire]

## Géographie

### Localisation
La commune de Saint-Jean-de-Niost est située à 35 km au nord-est de Lyon dans la plaine de La Valbonne dans le bassin confluent de la basse vallée de la rivière d'Ain qui la borde à l'est et au sud,.

### Communes limitrophes
| Pérouges                  | Pérouges, Charnoz-sur-Ain           | Blyes        |
| Béligneux                 | Saint-Jean-de-Niost                 | Blyes        |
| Saint-Maurice-de-Gourdans | Saint-Maurice-de-Gourdans, Loyettes | Saint-Vulbas |

### Climat
Pour des articles plus généraux, voir Climat d'Auvergne-Rhône-Alpes et Climat de l'Ain.
En 2010, le climat de la commune est de type climat océanique altéré, selon une étude du CNRS s'appuyant sur une série de données couvrant la période 1971-2000. En 2020, Météo-France publie une typologie des climats de la France métropolitaine dans laquelle la commune est dans une zone de transition entre le climat semi-continental et le climat de montagne et est dans la région climatique Bourgogne, vallée de la Saône, caractérisée par un bon ensoleillement (1 900 h/an), un été chaud (18,5 °C), un air sec au printemps et en été et des vents faibles.
Pour la période 1971-2000, la température annuelle moyenne est de 11,8 °C, avec une amplitude thermique annuelle de 17,9 °C. Le cumul annuel moyen de précipitations est de 987 mm, avec 10,6 jours de précipitations en janvier et 7,1 jours en juillet. Pour la période 1991-2020, la température moyenne annuelle observée sur la station météorologique de Météo-France la plus proche, « Ambérieu », sur la commune de Château-Gaillard à 16 km à vol d'oiseau, est de 11,9 °C et le cumul annuel moyen de précipitations est de 1 117,5 mm,. Pour l'avenir, les paramètres climatiques de la commune estimés pour 2050 selon différents scénarios d'émission de gaz à effet de serre sont consultables sur un site dédié publié par Météo-France en novembre 2022.

### Hydrographie
Le territoire communal est arrosé par la rivière d'Ain dont le franchissement est assuré tardivement dans les années 1980 par le pont de Blyes ; par le passé, un bac à traille permettait de réaliser ce franchissement.
Le ruisseau de Rollion traverse également le territoire communal.

## Urbanisme

### Typologie
Au 1er janvier 2024, Saint-Jean-de-Niost est catégorisée bourg rural, selon la nouvelle grille communale de densité à 7 niveaux définie par l'Insee en 2022.
Elle est située hors unité urbaine. Par ailleurs la commune fait partie de l'aire d'attraction de Lyon, dont elle est une commune de la couronne,. Cette aire, qui regroupe 397 communes, est catégorisée dans les aires de 700 000 habitants ou plus (hors Paris),.

### Occupation des sols
L'occupation des sols de la commune, telle qu'elle ressort de la base de données européenne d’occupation biophysique des sols Corine Land Cover (CLC), est marquée par l'importance des territoires agricoles (56,5 % en 2018), en diminution par rapport à 1990 (59,3 %). La répartition détaillée en 2018 est la suivante : 
terres arables (34,8 %), zones agricoles hétérogènes (21,6 %), forêts (17,4 %), milieux à végétation arbustive et/ou herbacée (10,4 %), zones urbanisées (9,8 %), eaux continentales (4,8 %), zones industrielles ou commerciales et réseaux de communication (1,1 %).
L'évolution de l’occupation des sols de la commune et de ses infrastructures peut être observée sur les différentes représentations cartographiques du territoire : la carte de Cassini (XVIIIe siècle), la carte d'état-major (1820-1866) et les cartes ou photos aériennes de l'IGN pour la période actuelle (1950 à aujourd'hui).

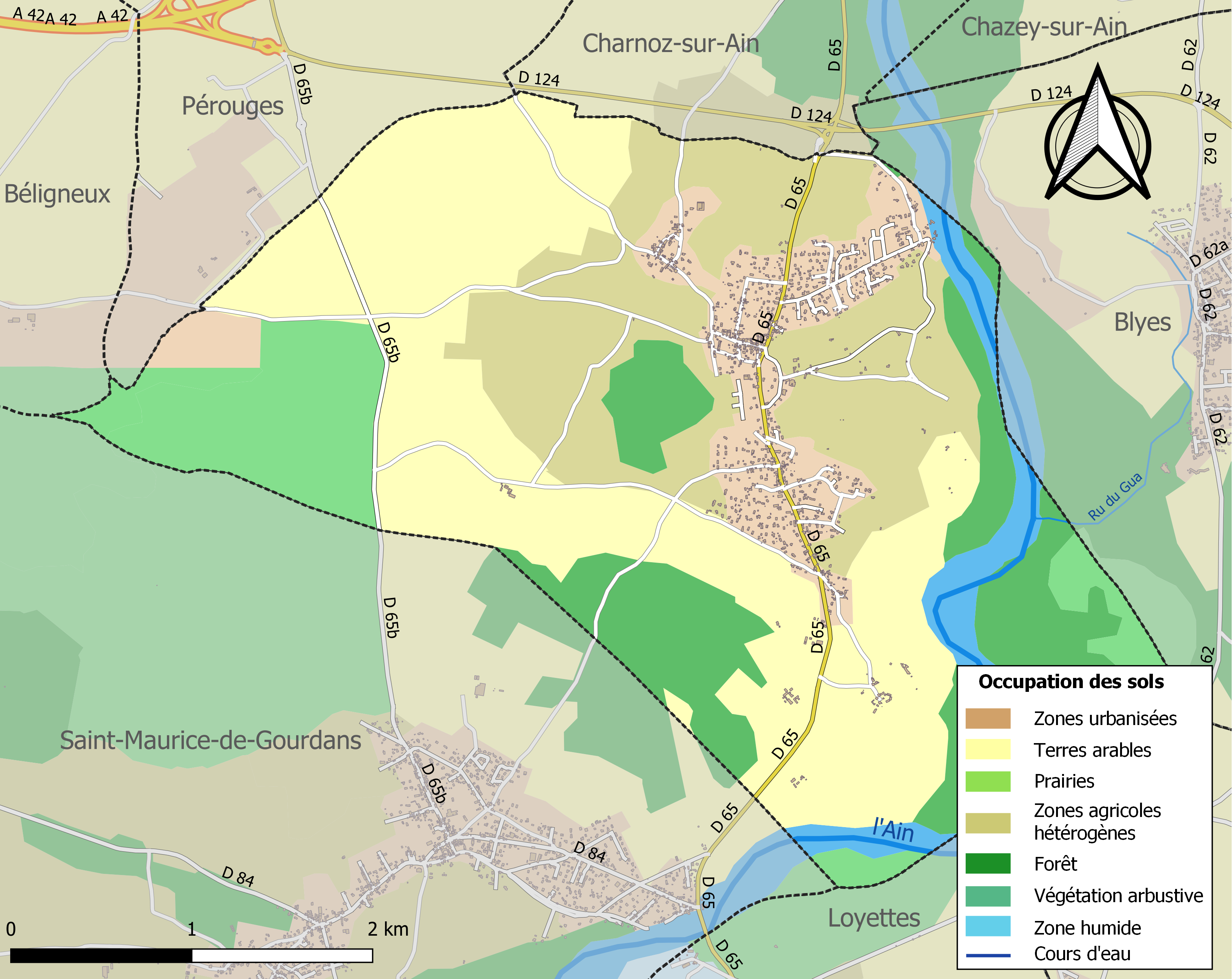
Carte des infrastructures et de l'occupation des sols de la commune en 2018 (CLC).

### Morphologie urbaine

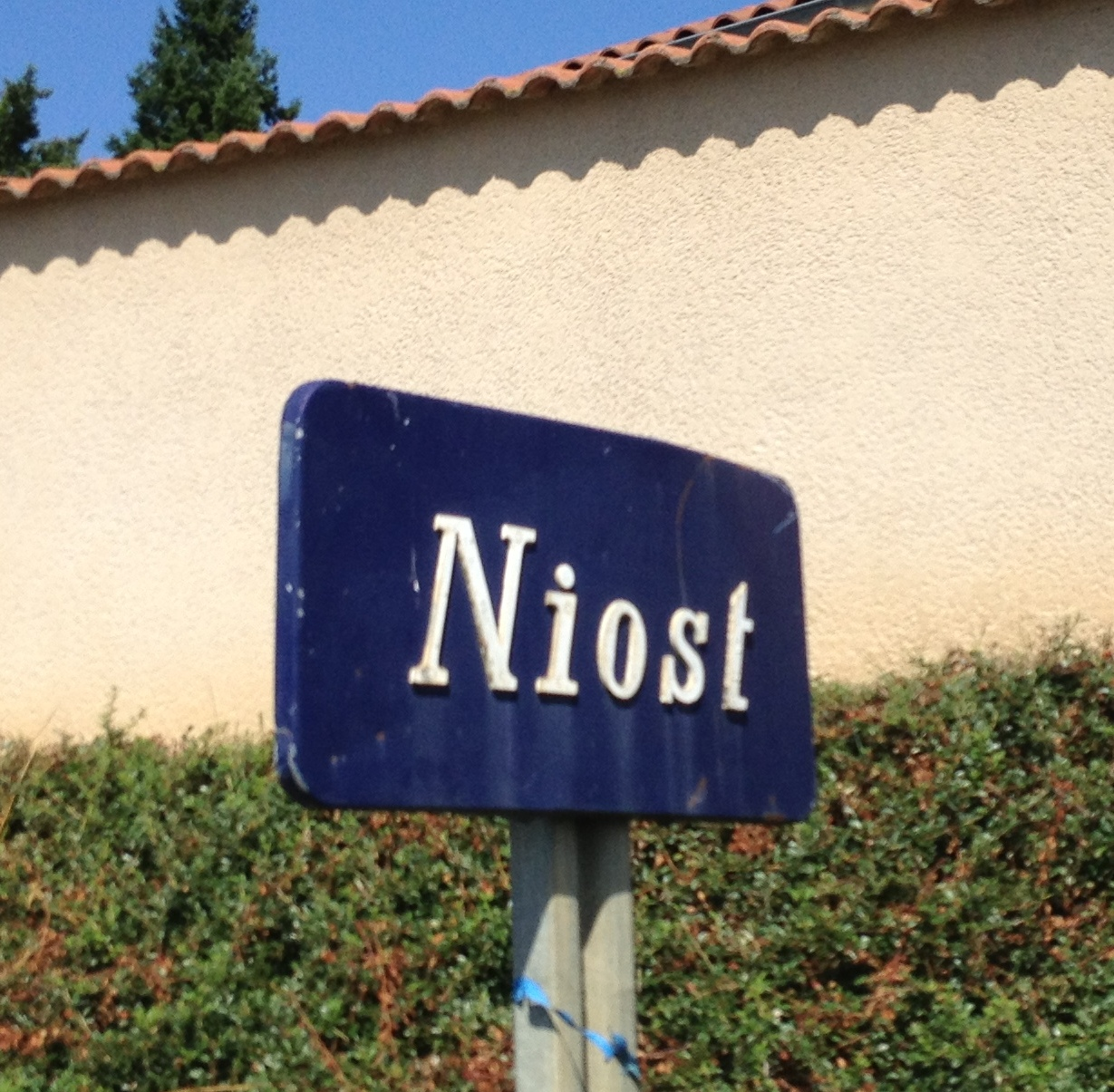
Panneau du hameau de Niost.

Outre le bourg, le territoire de la commune comprend plusieurs hameaux et lieux-dits : Buyat, Château de Marcel, Gourdans, la Bergerie, la Grange d'en Bas, la Grange d'en Haut, le Clavoz, le Plan Carpet, Monétroi, Niost et Port-Neuf.
Le village est historiquement assez éclaté et a évolué selon les spécialisations de ses différents hameaux : Port-Neuf est voué à l'exploitation de la rivière, Niost constitue le centre historique du village, Monétroi est jusqu'à 1891, propriété de religieux de Meximieux. Durant la période contemporaine, Buyat est devenu de plus en plus le cœur du village qui se définit au niveau urbain comme « un village-rue le long de la D 65 ». Le recentrage sur Buyat implique qu'aucun hameau n'est distant de plus de deux kilomètres du centre.

### Logement
En 2009, le nombre total de logements dans la commune était de 579, alors qu'il était de 471 en 1999.
Parmi ces logements, 87,4 % étaient des résidences principales, 10,9 % des résidences secondaires et 1,7 % des logements vacants. Ces logements étaient pour 96,0 % d'entre eux des maisons individuelles et pour 3,8 % des appartements.
La proportion des résidences principales, propriétés de leurs occupants était de 88,7 %, quasi stable par rapport à 1999 (87,6 %).

## Toponymie
Le nom de Niost provient peut-être de l´adjectif gaulois novio « nouveau » associé au suffixe d'origine ligure -oscus. Niost est nommé Ecclesia Sancti Johannis apud Noioscum en 971, de Nayosco, de Noyosco vers 1130, Prior de Noiosc en 1168, Ecclesia de Noyosco en 1183, Parrochia de Noiosc en 1214, Noyosc en 1250, Neoscus en 1285 et Noyoscus en 1322.
Gourdans, nommé Ecclesia de Gordanis en 1183, Gordans vers 1194 et Gourdan au XVIIIe siècle, est un nom d´origine burgonde.
Buyat, connu comme chimin del Buyat vers 1320, fait probablement référence soit à la présence d'un canal (un bief, de l'ancien français buy), soit à un patronyme.

## Histoire

### Antiquité
Aucune trace de vestige archéologique n'a été découverte à Saint-Jean-de-Niost pour la période allant de l'âge du fer jusqu'au haut Moyen Âge.

### Moyen Âge
Le village se serait développé autour d'un prieuré bénédictin fondé au Xe siècle sur la colline de Niost par des moines de l'Île Barbe, sur la Saône, près Lyon. Une charte de 970 de Conrad le Pacifique en fait mention,.
Au XIIIe siècle, Gourdans qui dépendait alors de la paroisse de Saint-Jean-de-Niost, était une place forte.

### Renaissance et Révolution française
Pendant la Révolution française, le village portait le nom de « Niost ». Plus tôt, on le trouve avec le nom « Niost-de-Gourdans ».

### XIXesiècle
L’élevage du ver à soie a été au cours de la seconde moitié du XIXe siècle une activité très répandue dans les fermes du village au point qu'à partir de 1840, on planta le long des chemins des mûriers tous les huit mètres.

### XXesiècle
En 1977, un groupuscule nommé coordination autonome des révoltés en lutte ouverte contre la société (C.A.R.L.O.S) revendique des dégradations importantes en France contre des pylônes ou bâtiments de l'EDF, dont une près de Saint-Jean-de-Niost : une explosion qui a « détruit un pylône porteur de la ligne de 400 000 V qui alimentait le département de la Côte-d'Or » depuis la centrale du Bugey.

## Politique et administration

### Organisation territoriale
Le village est dans le canton de Montluel, puis dans celui de Meximieux à partir de 1800. En 2015, la commune change à nouveau de canton et intègre celui de Lagnieu.

### Administration municipale
Le nombre d'habitants au dernier recensement étant compris entre 500 et 1 499, le nombre de membres du conseil municipal est de 15.

### Liste des maires
| Période                                  | Période   | Identité                       | Étiquette | Qualité                                                                              |
| ---------------------------------------- | --------- | ------------------------------ | --------- | ------------------------------------------------------------------------------------ |
| Les données manquantes sont à compléter. |           |                                |           |                                                                                      |
| ?                                        | ?         | Barthélémi Baron de Montolivet |           |                                                                                      |
| ?                                        | 1826      | Blaise Clerc                   |           |                                                                                      |
| 1827                                     | 1848      | Claude Clerc                   |           |                                                                                      |
| 1849                                     | 1865      | Michel Branche                 |           |                                                                                      |
| 1866                                     | 1895      | Jean-Marie Duprat              |           |                                                                                      |
| 1896                                     | 1908      | Félix Blaise                   |           |                                                                                      |
| 1909                                     | 1918      | Claude Périchon                |           |                                                                                      |
| 1919                                     | 1935      | André Catin                    |           |                                                                                      |
| 1935                                     | 1945      | Jules Branche                  |           |                                                                                      |
| 1971                                     | 1977      | Pierre Ludin                   |           | Responsable de la Fédération nationale des associations d'anciens maires et adjoints |
| 1977                                     | 1983      | Marcel Branche                 |           |                                                                                      |
| 1983                                     | 1995      | Christiane Folghera            | DVD       |                                                                                      |
| juin 1995                                | mars 2020 | Jean-Pierre Herman             |           | retraité                                                                             |
| 15 mars 2020                             | En cours  | Béatrice Dalmaz                |           | professeure d'anglais                                                                |

### Instances judiciaires et administratives
Saint-Jean-de-Niost relève du conseil de prud'hommes de Bourg-en-Bresse, de la Cour administrative d'appel de Lyon, de la Cour d'appel de Lyon, de la Cour d'assises de l'Ain, du tribunal administratif de Lyon, du tribunal d'instance de Trévoux, du tribunal de commerce de Bourg-en-Bresse, du tribunal de grande instance de Bourg-en-Bresse et du tribunal pour enfants de Bourg-en-Bresse.

## Population et société

### Démographie
Les habitants sont appelés les Buyatins.
L'évolution du nombre d'habitants est connue à travers les recensements de la population effectués dans la commune depuis 1793. Pour les communes de moins de 10 000 habitants, une enquête de recensement portant sur toute la population est réalisée tous les cinq ans, les populations de référence des années intermédiaires étant quant à elles estimées par interpolation ou extrapolation. Pour la commune, le premier recensement exhaustif entrant dans le cadre du nouveau dispositif a été réalisé en 2004.
En 2022, la commune comptait 1 862 habitants, en évolution de +30,48 % par rapport à 2016 (Ain : +5,15 %, France hors Mayotte : +2,11 %).
| 1793 | 1800 | 1806 | 1821 | 1831 | 1836 | 1841 | 1846 | 1851 |
| ---- | ---- | ---- | ---- | ---- | ---- | ---- | ---- | ---- |
| 370  | 369  | 651  | 449  | 489  | 514  | 507  | 564  | 594  |

| 1856 | 1861 | 1866 | 1872 | 1876 | 1881 | 1886 | 1891 | 1896 |
| ---- | ---- | ---- | ---- | ---- | ---- | ---- | ---- | ---- |
| 611  | 699  | 702  | 677  | 677  | 630  | 647  | 651  | 575  |

| 1901 | 1906 | 1911 | 1921 | 1926 | 1931 | 1936 | 1946 | 1954 |
| ---- | ---- | ---- | ---- | ---- | ---- | ---- | ---- | ---- |
| 493  | 493  | 513  | 480  | 422  | 361  | 377  | 329  | 280  |

| 1962 | 1968 | 1975 | 1982 | 1990 | 1999  | 2004  | 2006  | 2009  |
| ---- | ---- | ---- | ---- | ---- | ----- | ----- | ----- | ----- |
| 265  | 248  | 369  | 490  | 810  | 1 082 | 1 306 | 1 375 | 1 419 |

| 2014  | 2019  | 2022  | - | - | - | - | - | - |
| ----- | ----- | ----- | - | - | - | - | - | - |
| 1 426 | 1 577 | 1 862 | - | - | - | - | - | - |

### Pyramide des âges
En 2021, le taux de personnes d'un âge inférieur à 30 ans s'élève à 34,1 %, soit en dessous de la moyenne départementale (35,3 %). De même, le taux de personnes d'âge supérieur à 60 ans est de 22,1 % la même année, alors qu'il est de 24,3 % au niveau départemental.
En 2021, la commune comptait 903 hommes pour 923 femmes, soit un taux de 50,55 % de femmes, légèrement inférieur au taux départemental (50,65 %).
Les pyramides des âges de la commune et du département s'établissent comme suit :
| Hommes | Classe d’âge | Femmes |
| ------ | ------------ | ------ |
| 0,3    | 90 ou +      | 0,4    |
| 4,5    | 75-89 ans    | 6,2    |
| 17,4   | 60-74 ans    | 15,5   |
| 24,7   | 45-59 ans    | 22,7   |
| 19,3   | 30-44 ans    | 20,8   |
| 14,1   | 15-29 ans    | 14,0   |
| 19,8   | 0-14 ans     | 20,4   |

| Hommes | Classe d’âge | Femmes |
| ------ | ------------ | ------ |
| 0,6    | 90 ou +      | 1,6    |
| 6,3    | 75-89 ans    | 8,1    |
| 15,5   | 60-74 ans    | 16,2   |
| 21     | 45-59 ans    | 20,4   |
| 19,8   | 30-44 ans    | 19,8   |
| 16,4   | 15-29 ans    | 15     |
| 20,4   | 0-14 ans     | 18,9   |

### Enseignement
Villeneuve est située dans l'académie de Lyon.
Elle administre une école maternelle et une école élémentaire regroupant 150 élèves en 2014-2015.

### Sports
Le club de football local se nomme l'Olympique Buyatin : son équipe sénior masculine évolue en 2014-2015 en 3e division de l'Ain.

### Cultes
Au sein de l'archidiaconé « Saint-Jean-Marie Vianney (Dombes, Plaine de l’Ain, Côtière, Val de Saône) » du diocèse de Belley-Ars dans l'archidiocèse de Lyon, le territoire de la commune dépend de la paroisse de Meximieux. Le culte catholique n'est plus célébré dans l'église de la commune mais dans les communes voisines.

## Économie

### Revenus de la population et fiscalité
En 2011, le revenu fiscal médian par ménage était de 44 755 €, ce qui plaçait Saint-Jean-de-Niost au 1 205e rang parmi les 31 886 communes de plus de 49 ménages en métropole.
En 2009, 30,5 % des foyers fiscaux n'étaient pas imposables.

### Emploi
En 2009, la population âgée de 15 à 64 ans s'élevait à 962 personnes, parmi lesquelles on comptait 78,2 % d'actifs dont 73,90 % ayant un emploi et 4,3 % de chômeurs.
On comptait 150 emplois dans la zone d'emploi, contre 105 en 1999. Le nombre d'actifs ayant un emploi résidant dans la zone d'emploi étant de 713, l'indicateur de concentration d'emploi est de 21,1 %, ce qui signifie que la zone d'emploi offre un emploi pour cinq habitants actifs.

### Entreprises et commerces
Au 31 décembre 2010, Saint-Jean-de-Niost comptait 111 établissements : 15 dans l’agriculture-sylviculture-pêche, 6 dans l'industrie, 24 dans la construction, 55 dans le commerce-transports-services divers et 11 étaient relatifs au secteur administratif.
En 2011, 18 entreprises ont été créées à Saint-Jean-de-Niost, dont 12 par des autoentrepreneurs.

## Culture et patrimoine

### Lieux et monuments
La commune ne compte ni monument, ni objet répertorié à l'inventaire des monuments historiques,.

#### Monuments civils
Le château de Gourdans, est une forteresse médiévale du XIIIe siècle, anciennement entourée d’une triple enceinte, puis gentilhommière au XVIIe siècle. La bâtisse a été propriété des barons de Montolivet de 1660 à 1830 puis de la famille de Leusse qui y réside toujours.
Le château Marcel est une ancienne maison forte vouée à l’exploitation agricole dès le XVIe siècle.
Le pont de Blyes.
Une superficie de 132 hectares du camp militaire de La Valbonne est située sur le territoire communal.
Plusieurs édifices de Niost ont successivement accueilli la mairie-école. Le bâtiment actuel est finalement choisi en 1870. L'école elle-même est depuis 1985 installée au lieu-dit le Plan ; elle a été agrandie en 1998.
Le monument aux morts date de 1920 et sa construction a été financée par une souscription publique. Son sculpteur est Léon Servonnet de Meximieux, auteur également des monuments aux morts de Thil et de Saint-Maurice-de-Beynost.
Le cimetière autour de l'église Saint-Jean-Baptiste est déplacé en 1863 vers le lieu-dit de la Place des Rameaux.

#### Monuments religieux
L'église Saint-Jean-Baptiste est une église d'origine romane, remaniée et partiellement reconstruite au XIXe siècle. On y remarque une abside gothique du XVIe siècle avec une clef de voûte frappée de l'écu de Savoie, ainsi qu'un chevet roman et un bénitier qui pourrait dater des origines de l'implantation religieuse au Xe siècle.
Plusieurs croix de chemin sont localisées sur le territoire communal : la croix de la place de l'église (1863), la croix du cimetière (1763), la croix de Buyat (1851), la croix de Monétroi (1865), la croix du Clavoz (1853) et la croix de Gourdans en hommage à Marie-Antoinette La Sausse (1834-1907).

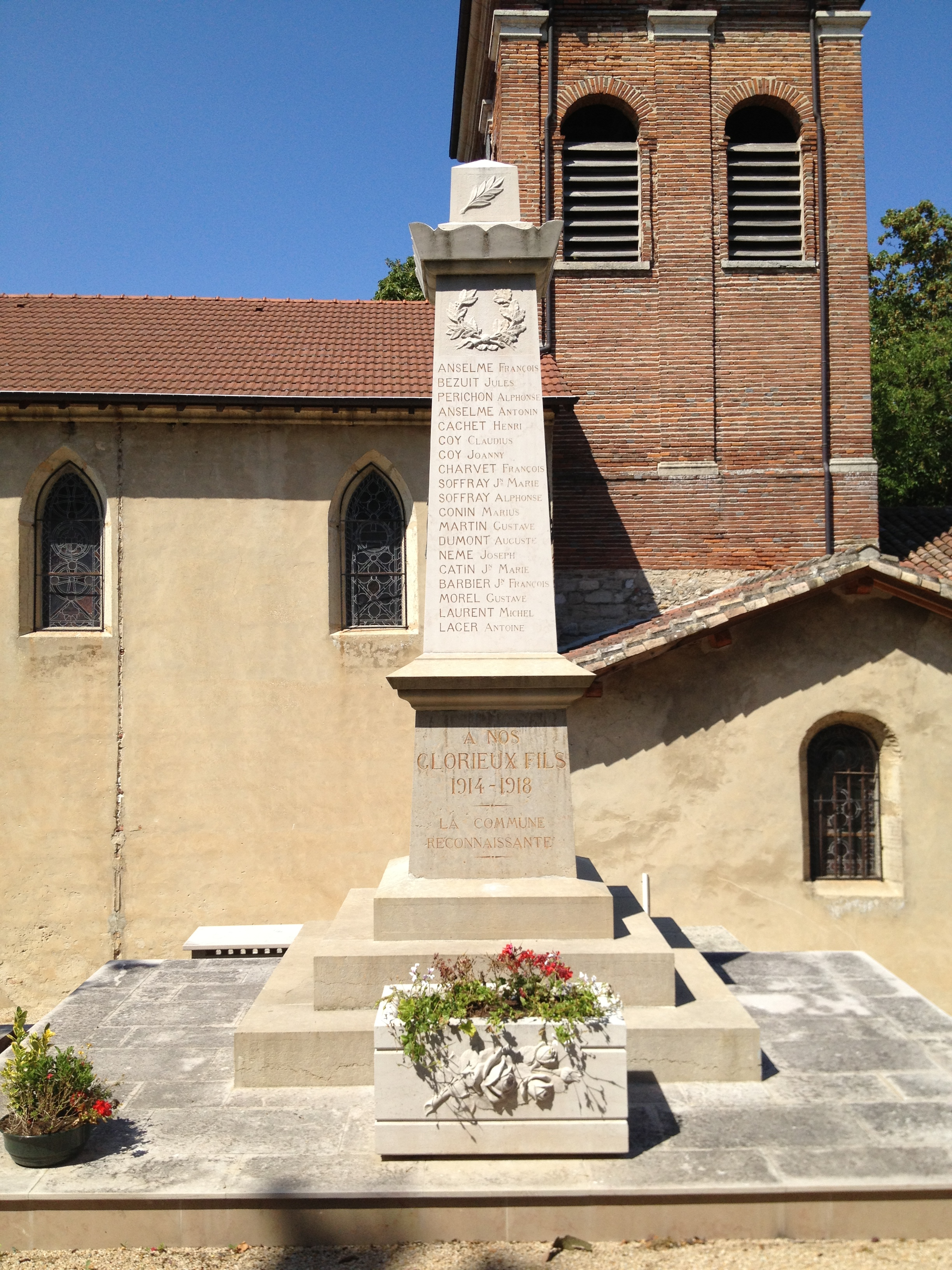
L'église et le monument aux morts.
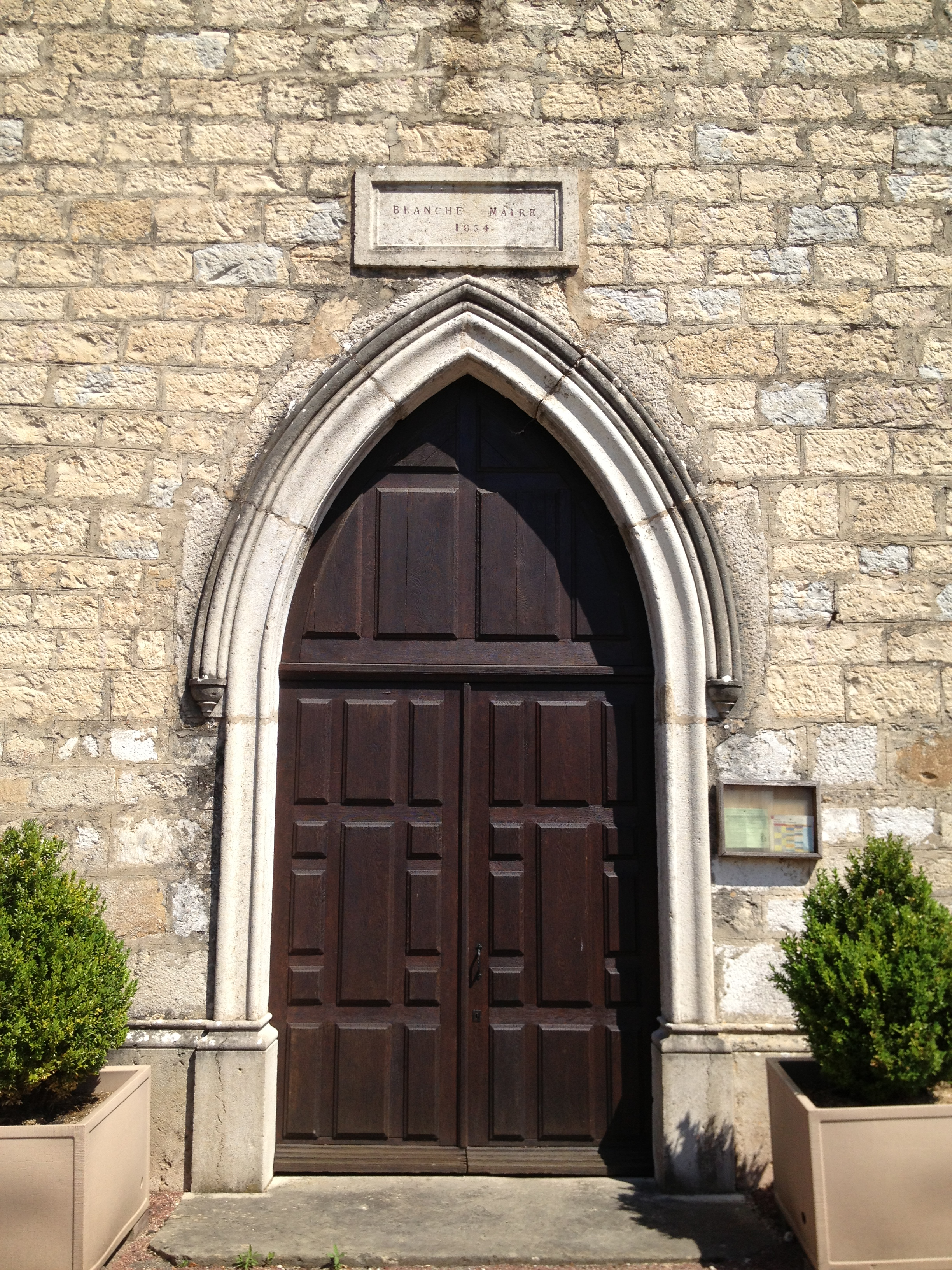
Porte de l'église Saint-Jean-Baptiste.
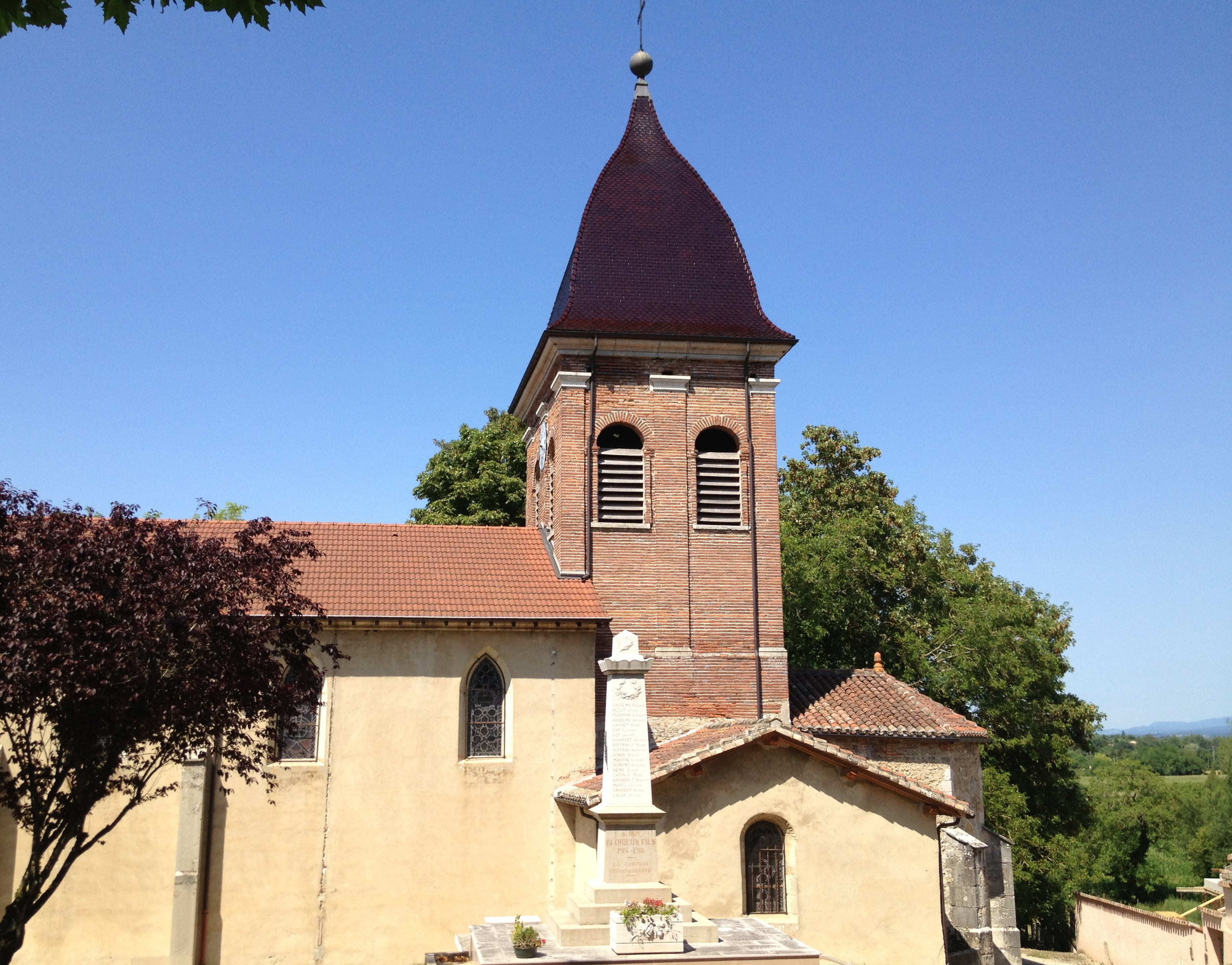
Vue du clocher.
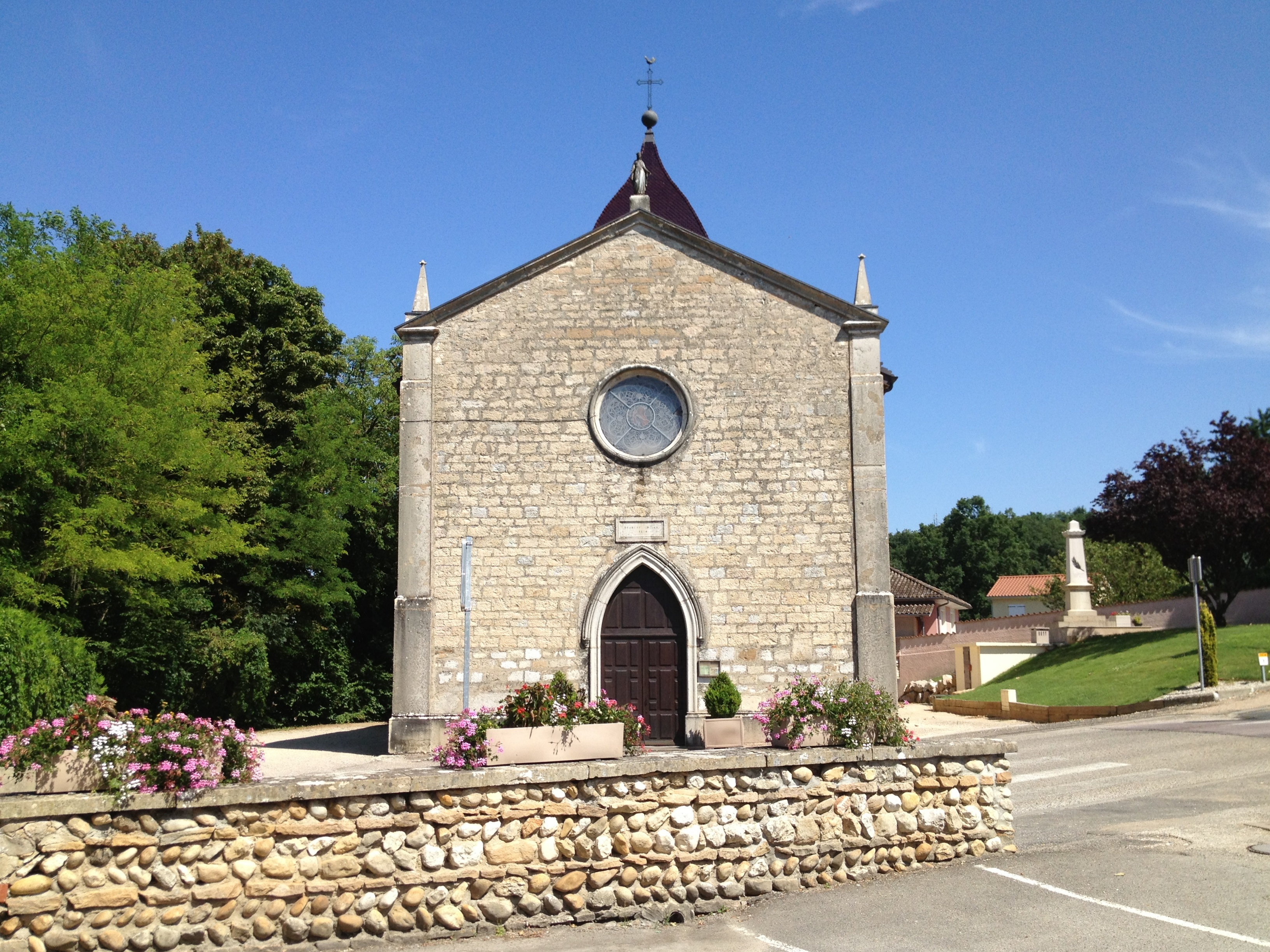
Entrée principale de l'église Saint-Jean-Baptiste depuis la mairie.

### Équipements culturels
L'association de culture locale et patrimoniale Le Traquinet, a fêté ses dix ans en 2014.

### Personnalités liées à la commune
- Stéphane Degout, artiste lyrique, a grandi à Saint-Jean-de-Niost[46],[47].
- Pierre-Luc Périchon, coureur cycliste, a également grandi à Saint-Jean-de-Niost[48].
- Franck Depine, double champion du monde de tandem, habite le village depuis 2010[49].
- Jules Masson, agriculteur du XXe siècle[50] et également poète. Il est l'auteur de La tragédie des gerbiers noirs (1956) et surtout de Bataille de Ricotty qui est une adaptation en vers d'une histoire locale racontant l'opposition d'habitants de Saint-Jean-de-Niost avec d'autres de Blyes au sujet d'une histoire de terres cultivables[51].

### Héraldique
| Blason de Saint-Jean-de-Niost | Blason  | D'or aux deux clefs versées de sable passées en sautoir. |
| Blason de Saint-Jean-de-Niost | Détails |                                                          |